# Радюкевич Леонід Володимирович
Леонід Володимирович Радюкевич (21 грудня 1932, місто Мінськ, тепер Республіка Білорусь) — радянський державний діяч, генеральний директор Магнітогорського металургійного комбінату Челябінської області, 1-й заступник міністра чорної металургії СРСР, 1-й заступник міністра металургії СРСР. Кандидат у члени ЦК КПРС у 1981—1990 роках. Депутат Верховної Ради СРСР 11-го скликання.

## Життєпис
Народився в родині інженера. У 1933 році родина переїхала до міста Магнітогорська, де батько працював в Управлінні головного енергетика Магнітогорського металургійного комбінату. Леонід Радюкевич закінчив середню школу в місті Магнітогорську.
У 1955 році закінчив Магнітогорський гірничо-металургійний інститут, інженер-металург.
У 1955—1970 роках — вальцювальник, старший вальцювальник, майстер, начальник відділення 3-го листопрокатного цеху, заступник начальника і начальник 5-го листопрокатного цеху Магнітогорського металургійного комбінату імені Леніна.
Член КПРС з 1959 року.
У 1970—1972 роках — головний прокатник, у 1972—1977 роках — начальник виробничого відділу — заступник головного інженера Магнітогорського металургійного комбінату імені Леніна.
У 1977—1979 роках — начальник виробничого управління Міністерства чорної металургії СРСР.
У вересні 1979 — вересні 1985 року — директор, генеральний директор Магнітогорського металургійного комбінату імені Леніна Челябінської області.
У 1985—1989 роках — 1-й заступник міністра чорної металургії СРСР. У 1989—1991 роках — 1-й заступник міністра металургії СРСР.
З 1992 року — президент корпорації «Росчормет».
Потім — персональний пенсіонер у Москві. Президент ТЗО «Корпорація виробників чорних металів», віцепрезидент Міжнародної спілки прокатників.

## Нагороди і звання
- орден Леніна (1981)
- орден Трудового Червоного Прапора (1976)
- орден «Знак Пошани» (1971)
- медаль «За доблесну працю. В ознаменування 100-річчя з дня народження Володимира Ілліча Леніна»
- медалі
- двічі Державна премія СРСР (1969, 1982)
- двічі Премія Ради Міністрів СРСР (1973, 1990)
- Почесний громадянин міста Магнітогорська (2012)